# Daniel Åslund
Daniel Åslund, född 28 juni 1826 i Attmar, Västernorrlands län, död 7 mars 1885 i Umeå, var en svensk lantmätare, författare, målare och tecknare.
Han var son till  kronolänsmannen Jonas Åslund och Christina Märta Öhrbom och gift första gången med Catharina Elisabeth Grahn och andra gången med Sofia Linder samt far till författaren Frida Åslund och konstnärerna Helmer Osslund och Elis Åslund samt farfar till Erik Osslund och Carl Daniel Åslund. Åslund avlade lantmäteriexamen 1851 och var anställd vid avvittringen i Västernorrland 1857–1868 och i Västerbotten 1868–1877. Han blev mest känd som författare genom boken Poetiska ungdoms-synder som liksom verket En tokbruses memoarer från skolan och folkvimlet utgavs under pseudonymen Gök Gökson Gök. Vid sidan av sitt arbete och skrivandet var han verksam som akvarellmålare.